# Franz Mutzenbecher

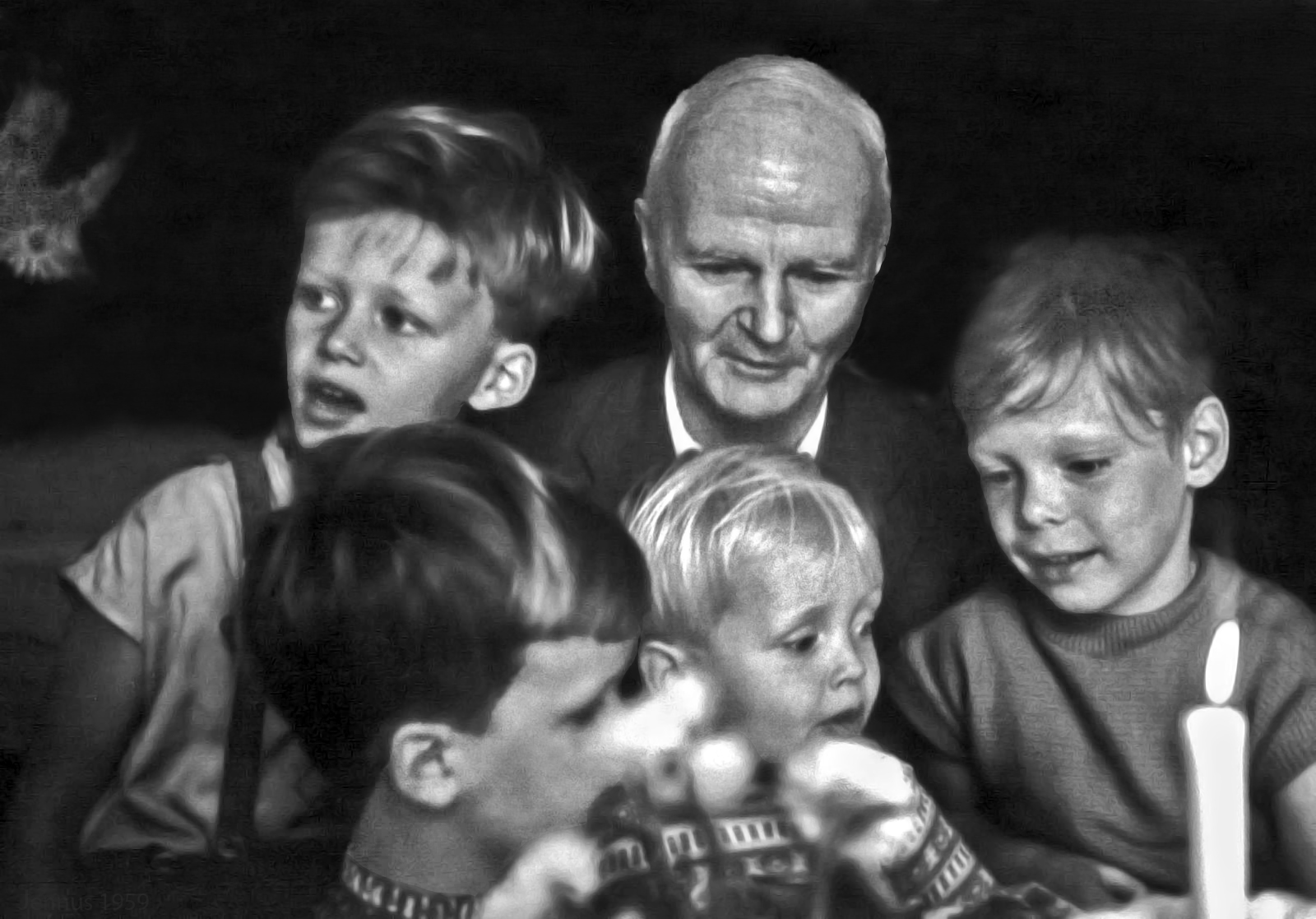
Franz Mutzenbecher mit Kindern in Dargun anlässlich eines Besuchs bei seiner Schwester, 1959

Franz Mutzenbecher (* 27. August 1880 in Hamburg; † 16. Mai 1968 in Berlin-Wannsee) war ein deutscher Maler.

## Biografie
Franz Mutzenbecher war Sohn des Johann August Fritz Mutzenbecher und der Marie Mutzenbecher, geb. Bartels. Ab 1898 studierte er, gefördert von Alfred Lichtwark (1852–1914), an der Kunstakademie Karlsruhe zusammen mit Ulrich Nitschke, mit dem er lebenslang in Verbindung blieb. 1904–1907 war er Meisterschüler von Leopold von Kalckreuth und 1907–1911 von Adolf Hölzel an der Kunstakademie Stuttgart. Während seiner Ausbildung unternahm er Studienreisen nach Frankreich, England Belgien und Holland.
Für die Ausstellung des Stuttgarter Künstlerbunds in Dresden 1904 porträtierte er seine Schwester Hilde. 1906 gehörte er zu der Pfullinger Künstlerkolonie „Erlenhof“. Im Jahre 1907 nahm er mit „prächtigen satirischen Blättern“ an der ersten graphischen Ausstellung des Deutschen Künstlerbundes im Buchgewerbemuseum in Leipzig teil. 1908 erhielt er von Theodor Fischer erste Aufträge für Wandgemälde und Kirchenbilder, Aufträge von Martin Elsässer und Bruno Taut folgten.
1912 zog er nach Berlin, wo er vor allem Bilder in Verbindung mit Architektur schuf. Er wurde ständiger Mitarbeiter der Architekten Bruno und Max Taut und Paul Mebes; zeitweise arbeitete er auch mit Walter Gropius, Paul Goesch, Paul und Karl Bonatz sowie dem Bildhauer Gottlieb Elster zusammen. In dieser Zeit entstanden Wand- und Deckengemälde, farbige Glasfenster und Mosaiken. Franz Mutzenbecher fertigte u. a. die legendären, beweglichen Bilder für das riesige Kaleidoskop, das sein Freund Bruno Taut für sein „Glashaus“ auf der Kölner Werkbundausstellung 1914 entworfen hatte. Jahrzehntelang war Mutzenbecher auch künstlerischer Berater für Farbgebung in einigen Bezirken Berlins. In der Zeit des Nationalsozialismus litt er unter Berufsverbot („Ich bin noch weit davon entfernt, mich in die Sofaecke zu setzen, im Gegenteil hoffe ich noch viel von der Zeit einzuholen, die mir die verdammten Nationalsozialisten von meinem Leben gestohlen haben“. Zitat aus dem Brief an seine Schwester vom 29. Juli 1947). Danach widmete er sich ausschließlich der reinen Malerei.
Mutzenbecher war Mitglied im Arbeitsrat für Kunst, im Deutschen Künstlerbund, in der Novembergruppe sowie im Choriner Kreis.
Mutzenbecher besaß ein kleines Grundstück auf der Insel Hiddensee und war bekannt mit Gerhart Hauptmann.
Vom 16. Januar bis 13. Februar 1965, Mutzenbecher war 85 Jahre alt, fand im Kunstkabinett am Schiller-Theater in Berlin-Charlottenburg, in Anwesenheit von Max Taut, eine Retrospektive von seinen Werken statt, die der Maler Bertold Haag organisiert hatte; die Laudatio hielt die Musikwissenschaftlerin Cornelia Schröder-Auerbach, die Schwester des Malers und Bildhauers Johannes Ilmari Auerbach.
Beerdigt wurde er auf dem Friedhof Ohlsdorf in der Familiengrabstätte Mutzenbecher in Hamburg-Ohlsdorf. Einige seiner Arbeiten und ein Teil der Korrespondenz befinden sich im Archiv der Akademie der Wissenschaften in Berlin.

## Werke (Auswahl)
- Ausmalung der evangelischen Kirche in Beutelsbach (zwei Wandmalereien „Anbetung der Hirten“ und „Christi Himmelfahrt“, entstanden 1908–1909)
- Vier Bilder aus dem Leben Christi, in der neuen Kirche zu Schwenningen im Jahre 1910
- auf der Internationalen Baufachausstellung Leipzig 1913 Ausmalung, Majolika-Bilder und Mosaiken im Vestibül, sowie aller vorkommenden Ornamente im Monument des Eisens von Bruno Taut
- Ausmalung der Dorfkirche in Unterriexingen bei Ludwigsburg im Jahre 1906
- Freskomalerei im Senatssaal der Fachhochschule für Gestaltung in Schwäbisch Gmünd, 1909
- Ausmalung der Dorfkirche Nieden in der Uckermark im Jahre 1911
- Mitarbeit bei der Farbgestaltung des gläsernen Pavillons von Bruno Taut anlässlich der Werkbund-Ausstellung in Köln 1914[2]
- Ausmalung des Nordsternhauses in Berlin-Schöneberg, in den Jahren 1913 und 1914
- Hinterglasmalerei (?) einer Ladendecke für das Kunstgewerbemuseum in Hagen (entstanden 1914 im Rahmen der Kölner Werkbundausstellung, heute im Osthaus Museum Hagen)
- Ausmalung des Festsaals im Restaurant des Ledigenheims in Berlin-Schöneberg im Jahre 1922
- Ausmalung der Häuser von Max Taut in Vitte auf Hiddensee in den Jahren 1921 und 1922
- Decke des legendären Kaffeehauses „Café Nagler“ am Moritzplatz in Berlin
- Deckengestaltung Firma der Gebrüder Aron und Siegmund Hirsch „Kupfer- und Messingwerke“ Berlin, zusammen mit Paul Mebes
- Farbkonzept für die Gestaltung des Gewerkschaftshauses des Allgemeiner Deutscher Gewerkschaftsbund ADGB in Berlin (heute „Hermann-Schlimme-Haus“) Inselstraße / Wallstraße Mitte 1923
- Ausmalung des gotischen Raumes im Rathaus Magdeburg
- Farbiges Mosaikfenster im Weiheturm des Tannenberg-Denkmals, ca. 1927
- Fresko in einer Schule in Pila (ehemals Schneidemühl)
- Farbverglasungen im Foyer der Deutsche Länderbank AG in Berlin (Unter den Linden 80) im Jahre 1928
- Farbverglasungen „Der zwölfjährige Christus im Tempel“ in der Garnisonkirche in Ulm.

In der Familie sind seine Frühwerke erhalten, insbesondere ein Bildnis seiner Schwester Hilde Mutzenbecher, das 1904 auf der Kunstausstellung in Dresden gute Kritiken erhielt.

## Rezeption
- 1907 wurde Mutzenbecher in den Illustrirten Monatsheften für moderne Malerei Plastik Architektur Wohnungs-Kunst und künstlerische Frauenarbeiten neben Käthe Kollwitz erwähnt sowie eine seiner Radierungen gedruckt.
- Im Jahre 1922 wurden ein Teil seiner Werke in der Kunstausstellung „Die Kornscheuer“ ausgestellt.
- Die Wochenzeitung Die Zeit würdigte in einer Notiz im Jahre 1950 sein Werk.